# 印度能源

印度能源消費結構

印度二氧化碳排放量趨勢。

印度能源（英語：Energy in India）中，其一次能源的消耗量從2013年開始已位居世界第三（參見世界能源供應與消耗），僅次於中國（參見中華人民共和國能源政策）和美國（參見美國能源）。迄2021年，該國能源消耗數量仍位居世界第三（排名在中國與美國之後）。印度於2017年是全球僅次於中國的第二大煤碳消費國，迄2020年，煤碳仍是該國的主要能源（佔總供應量的44%）。該國於2017年的石油消費量為2.21億噸，位居世界第三，僅次於美國和中國。於2020年，石油及其他液體燃料佔該國能源供應的24%。印度是能源淨進口國，該國於2019年的一次能源進口量約佔耗用總量的47%。

## 概述
印度於2022-2023財政年度期間的人均一次能源供應總量 (Total Primary Energy Supply，TPES) 為25,745百萬焦耳（mega joule），而最終人均消費總量為16,699百萬焦耳。 同期人均用電量為1,015千瓦時（kWh），農業的能源強度（生產每單位國內生產毛額(GDP)所使用的能源單位）比工業低七倍（見表8.9）
| 財政年度 | 年中人口 (百萬) | 煤碳 (百萬公噸) | 褐煤 (百萬公噸) | 原油 (百萬公噸) | 天然氣 (十億立方米) | 電力@ (十億千瓦時) | 二氧化碳排放當量 (百萬公噸) |
| -------- | --------------- | --------------- | --------------- | --------------- | ------------------- | ------------------ | --------------------------- |
| 2013-14  | 1,252           | 739             | 44              | 222             | 52                  | 874                | 2,087.5                     |
| 2014-15  | 1,268           | 822             | 47              | 223             | 51                  | 948                | 2,248.1                     |
| 2015-16  | 1,284           | 837             | 42              | 233             | 53                  | 1,001              | 2,321.4                     |
| 2016-17  | 1,299           | 837             | 43              | 245             | 56                  | 1,061              | 2,425.2                     |
| 2017-18  | 1,313           | 898             | 46              | 252             | 59                  | 1,123              | 2,493.6                     |
| 2018-19  | 1,328           | 968             | 46              | 257             | 61                  | 1,209              | 2,613.2                     |
| 2019-20  | 1,342           | 956             | 42              | 254             | 64                  | 1,248              | 2,645.4                     |
| 2020-21  | 1,357           | 906             | 38              | 222             | 61                  | 1,230              | 2,450.3                     |
| 2021-22  | 1,370           | 1,028           | 49              | 242             | 64                  | 1,316              | 2,700.5                     |
| 2022-23  | 1,383           | 1,115           | 47              | 255             | 60                  | 1,403              | 2,865.2                     |

@ 包含由化石燃料生產的電力。
印度於2017年的一次能源總消費量為753.7Mtoe（未包括傳統生物質能源）。
| | 人口 百萬 | 一次能源 太瓦時（TWh，百萬百萬瓦時） | 生產 太瓦時 | 進口 太瓦時 | 電力 太瓦時 | 二氧化碳排放量 百萬噸 |
| --- | --------- | ------------------------------------ | ----------- | ----------- | ----------- | --------------------- |
| 2004 | 1,080     | 6,662                                | 5,430       | 1,230       | 494         | 1,103                 |
| 2007 | 1,123     | 6,919                                | 5,244       | 1,745       | 610         | 1,324                 |
| 2008 | 1,140     | 7, 222                               | 5,446       | 1,836       | 645         | 1,428                 |
| 2009 | 1,155     | 7,860                                | 5,844       | 2,116       | 690         | 1,586                 |
| 2010 | 1,171     | 8,056                                | 6,032       | 2,110       | 755         | 1,626                 |
| 2012 | 1,241     | 8,716                                | 6,291       | 2,483       | 835         | 1,745                 |
| 2012R | 1,237     | 9,166                                | 6,333       | 2,829       | 940         | 1,954                 |
| 2013 | 1,250     | 9,018                                | 6,086       | 2,962       | 979         | 1,869                 |
| Change 2004–10 | 8.4%      | 20.9%                                | 11.1%       | 72%         | 53%         | 47.4%                 |
| Mtoe = 11.63太瓦時，核能電廠的熱能利用率約為33%，高於傳統火力發電廠的 2012R = 由於計算二氧化碳的方式改變，而更新的數字 |           |                                      |             |             |             |                       |

## 煤炭

印度煤碳生產趨勢。

印度是全球第二大煤碳生產國，同時也是第二大煤碳進口國。於奧里薩邦塔爾切爾的煤化肥廠正處於最終建設階段，預定年產尿素121萬噸 - 使用當地煤碳和煉油廠副產品石油焦作為原料。印度計劃到2030年將1億噸煤碳加以氣化，所得煤氣（主要成分為一氧化碳和氫氣）是合成氨的重要原料，合成氨將用於生產尿素、硝酸銨等氮肥。
該國於2019-2020財政年度的煤碳和褐煤產量為7.31億噸。印度於2017年是世界第四大煤碳生產國，產量為294.2Mtoe（佔全球產量7.8%）。印度有近80%的發電量（公用事業和事業自備產量合計）由燃燒煤碳生產，是該國溫室氣體排放的主要來源。
綠色和平組織稱印度最大的煤碳產地位於賈坎德邦的賈里亞，賈里亞在煤礦開採之前有森林，當地部落居住於其中。於賈里亞的煤礦公司於1971年被印度煤碳部轄下孫公司巴拉特焦煤有限公司 (BCCL) 承接，成為國營公司。
印度是世界上最頻繁發生煤層火災的國家。礦區附近的空氣、水和土地因此受到嚴重污染。
截至2019年，印度的煤碳生產已全被納入中央政府管轄，例如政府擁有印度煤碳有限公司約75%的股份，該公司供應印度約84%的動力煤。
由於印度沒適合生產鋼鐵用的優質焦炭礦藏而必須進口。該國於2021-2022財政年度進口近5,716萬噸焦炭（為同年消費量63.74噸約90%）。.採直接還原鐵法生產鐵和鋼並未使用焦炭，因而不受焦炭或天然氣供應量的影響。

## 石油與天然氣
印度是全球第三大原油消費國，於2017年的消費量為2.21億噸（全球佔比為4.8%）。該國於2019年進口2.053億噸原油及石油產品，是全球第二大進口國。印度於2017年擁有每天4.972億桶的煉油能力，全球排名第四（佔比為5.1%）。

## 液化石油氣

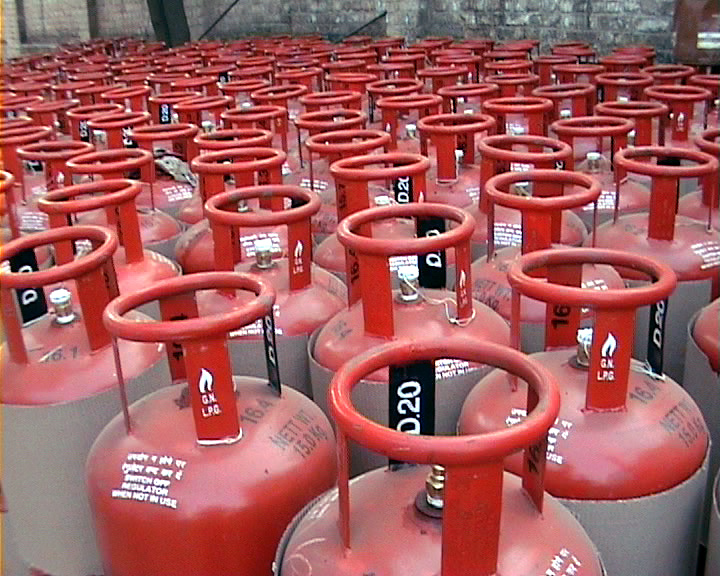
印度裝LPG的鋼瓶。

印度於2019年4月至9月期間（六個月）共消費1,093.7萬噸液化石油氣 (LPG)，主要用於烹飪。印度國內使用LPG的用戶有2.74億戶（平均一戶有5人），在市場流通的LPG鋼瓶超過4億只，連結起來總長度可達20萬公里，超過印度鋪設鐵路的總長度。印度是全球第二大LPG消費國，大部分仰賴進口。印度城市中少有大規模的輸送燃氣管道系統。

## 生物質和木炭
生物質是一種再生能源，可用於生產生物燃料（碳中性燃料）或有機化學品。植物在光合作用過程中會吸收二氧化碳，由此產生的生物質經燃燒時又將二氧化碳釋放。印度目前有20%的家庭會使用生物質和木炭作為烹飪用燃料，而使用LPG的家庭數量正迅速增加中。此外還有少量的生物質用於商業烹飪、發電、工業加工等。印度在2013年的生物質使用量接近177百萬噸Mtoe。農民將大量的作物秸稈在農田中焚燒，騰出空間供下一季作物種植用。印度每年約有7.5億噸的生物質廢棄物，這些資源若能有效轉換，不僅可降低環境負擔，還能帶來可觀的經濟效益。
印度進口大量煤碳，粉碎後燃燒，用於發電。由於生物質有結塊問題，難以粉碎，不適合在此類粉碎機中處理。而100%的生物質可經焦化後再粉碎，用來取代煤碳。可利用現有的燃煤發電廠煙道氣作為熱源將生物質焦化，而後與煤碳聯合使用。根據歐洲電廠的經驗，可加入20%焦化後生物質與煤碳混燒，而無結渣或結垢問題。在印度西北和南部地區可將農業/作物殘留物取代進口煤碳，否則任其在田間燃燒反會造成污染問題。當印度家庭大量使用LPG取代傳統生物質作為烹飪燃料，農業生物質在田地中燃燒的數量反可能因而增加，而導致更高的空氣污染問題。
主要成分為甲烷的生物燃氣，也可用於培養甲基球菌，以極少的土地和水資源生產出富含蛋白質的飼料，供家牛、家禽和魚類養殖用途。 工廠產生的二氧化碳廢氣可以低成本方式生產藻類油，尤其適合在印度等熱帶國家發展，未來或可部分取代石油的地位。印度政府正在推動許多計劃以有效利用農村地區的農業廢棄物或生物質，提升當地經濟和就業潛力。

## 生物燃料
印度的石油產品中有85%依賴進口，於2020-2021財政年度的進口金額為550億美元。該國已設定目標，預定到2025年在汽油中混入20%乙醇，而節省40億美元（或3,000億印度盧比）的進口替代成本。印度政府也提供財政支持，利用稻米、小麥、大麥、玉米、高粱、甘蔗、甜菜等生產乙醇，在2016年，印度全國的汽油中平均摻有3.3%乙醇，這是印度歷年來乙醇在汽油中比例最高的一年。

## 電力

印度電力生產趨勢

印度有99.99%的人口可取得電力供應。該國於2013年已超越日本和俄羅斯，是世界第三大電力生產國（排名在中國及美國之後），佔全球的比例為4.8%。 印度於2019年的水力發電量在全球排名第六。該國在2023-2024財政年度的總發電量為1,949太瓦時，其中1,734太瓦時由公用事業部門生產。
截至2024年3月31日，印度再生能源發電容量為190.573吉瓦（GW=十億瓦。佔總發電量43%），是全球中再生能源投資和安裝領域的領導國之一。
印度設定於2022年再生能源（不包括大型水力發電）發電容量達到175吉瓦的目標。其中包含太陽能發電容量100吉瓦、風力發電容量60吉瓦、生物質發電容量10吉瓦、小型水力發電容量5吉瓦。此目標與實際完成率存在巨大差距，預計要到2025年底才能達成。